# Ekosystém

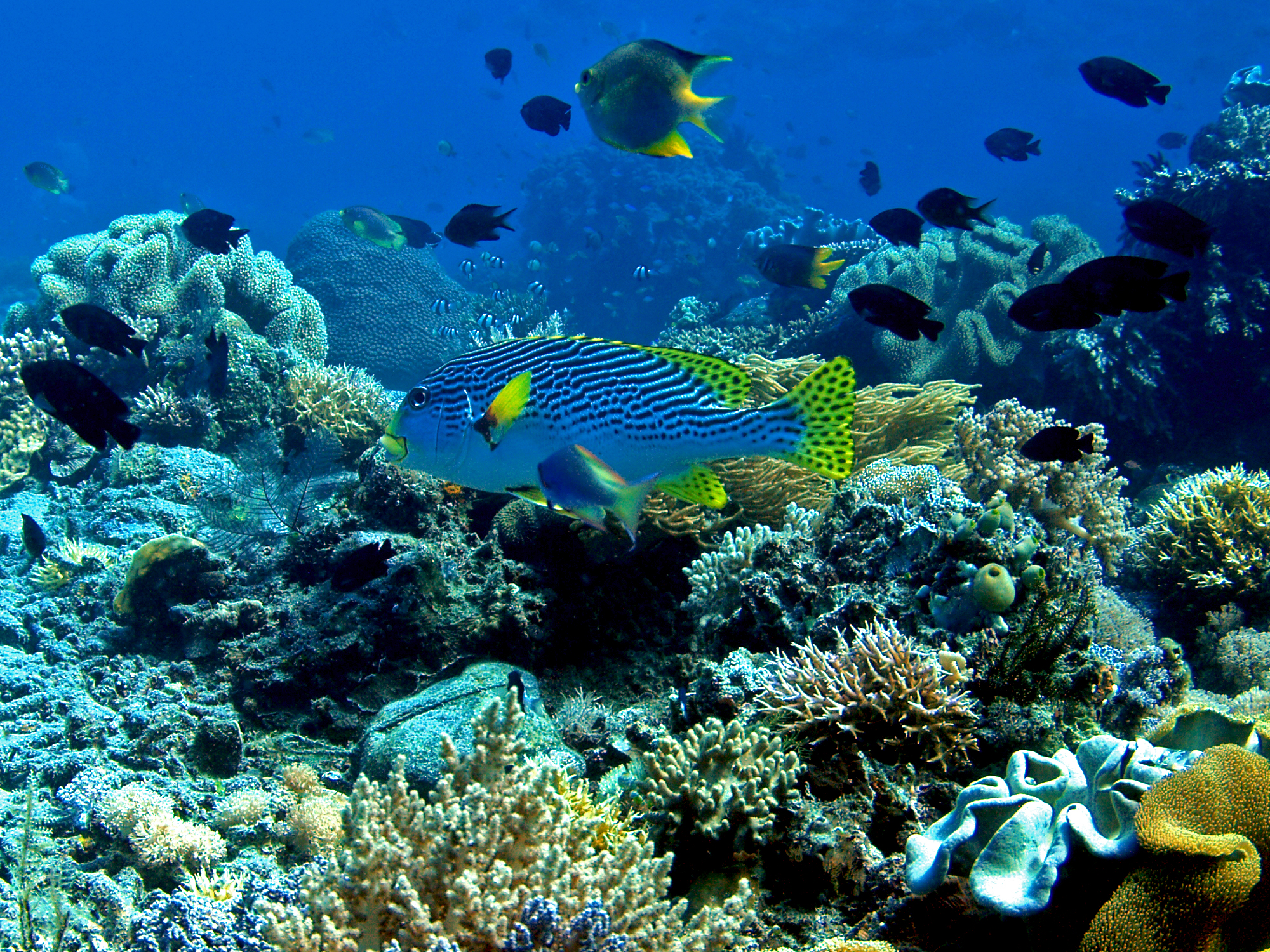
Korálový útes

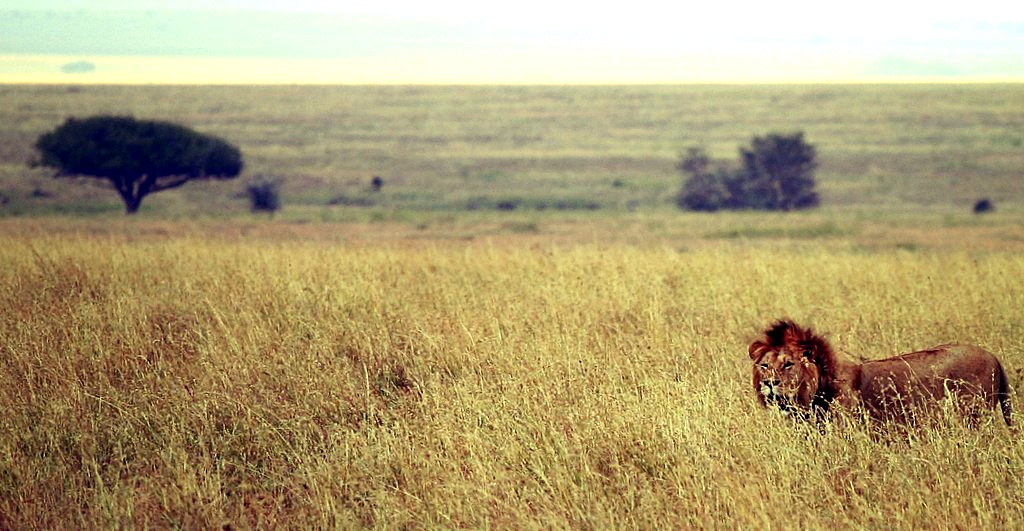
Savana

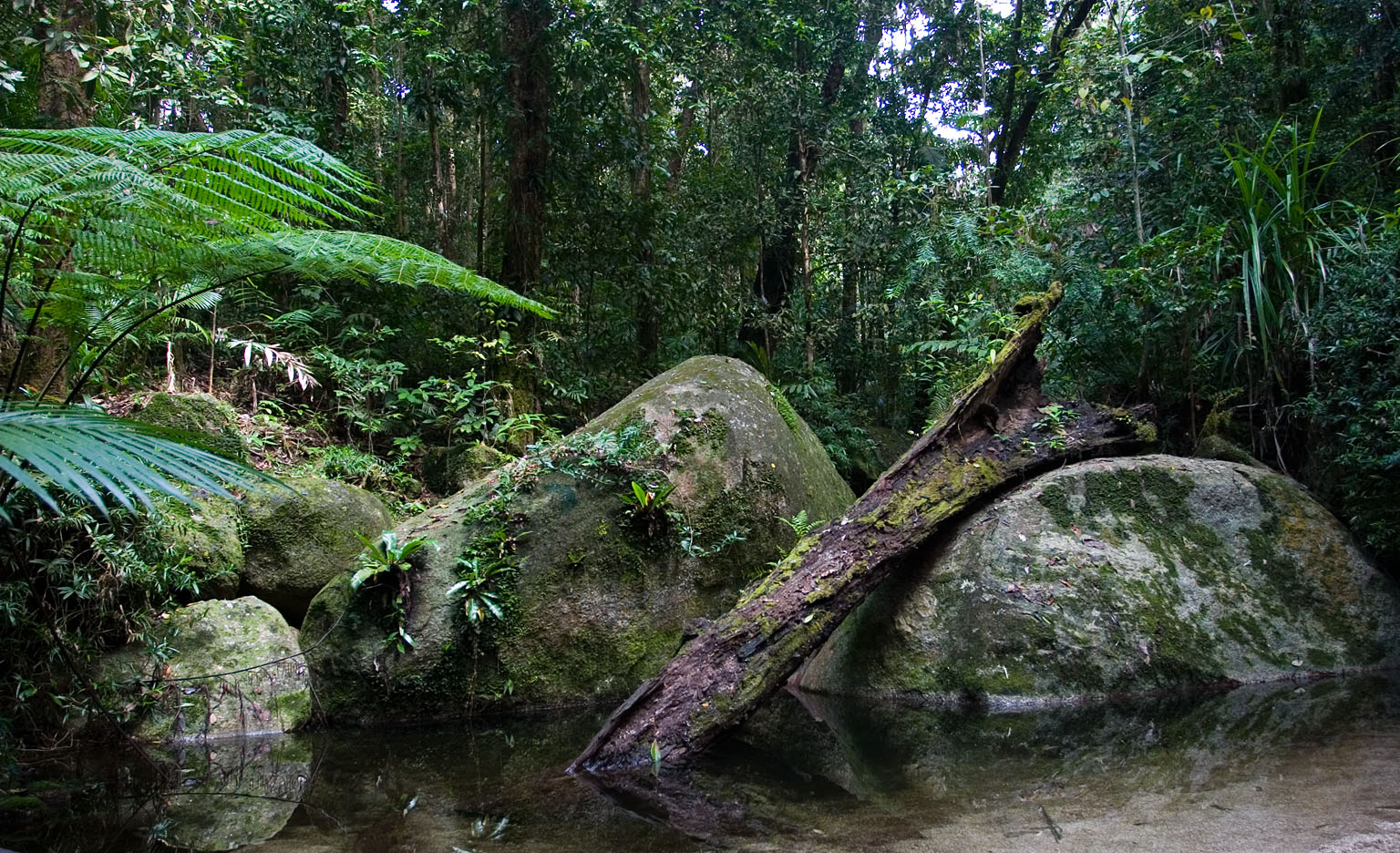
Tropický deštný les

Ekosystém je obecné označení pro ucelenou část přírody (biosféry). Příkladem je např. ekosystém listnatého lesa nebo vlhké nekosené (nevypoužité) louky. Protože není zpravidla jednoznačně specifikováno, jakou prostorovou velikost by měl ekosystém mít, lze za ekosystém považovat v extrémním případě i celou biosféru a naopak, třeba i trávicí trakt přežvýkavce (s výskytem bakterií a nálevníků).
Český zákon o životním prostředí ekosystém definuje jako „funkční soustavu živých a neživých složek životního prostředí, jež jsou navzájem spojeny výměnou látek, tokem energie a předáváním informací a které se vzájemně ovlivňují a vyvíjejí v určitém prostoru a čase.“
Někteří vědci (např. Robert O’Neill) se domnívají, že pojem ekosystém je příliš zastaralý a v současné ekologii už nemá místo. Faktem je, že původně byl ekosystém vnímán spíše jako uzavřený celek, který nekomunikuje s okolím (Eugene Odum). Většina odborníků se ovšem přiklání k názoru, že ekosystém v posunutém pojetí otevřené struktury je termínem použitelným a zjednodušujícím komunikaci.
Ekosystém se skládá ze dvou samostatných složek – složky živé, tvořené organismy (tzv. společenstvo neboli biocenóza) a složky neživé, tvořené prostředím (biotopem).
Základní funkce ekosystému jsou koloběh látek (tzv. biogeochemické cykly) a tok energie.
Ekosystémy lze dělit na přírodní (jezero, les, louka) a umělé (vinice, sad, pole, rybník), které vytvořil nebo se na nich podílí člověk.
Energie vstupuje do většiny ekosystémů dvojím způsobem:
- Ze slunečního záření. Přeměna energie slunečního záření na další formy energie se nazývá transformace nebo disipace.
- Formou energetického dodatku (z jiného ekosystému). Energetický dodatek přitom může být přirozený (příliv, mořské proudy, vítr, záplavy…) nebo způsobený člověkem (hnojení, práce techniky, vypouštění odpadních vod…).

Typizace ekosystémů slouží k vymezení a pojmenování podobných ekosystémů tak, aby bylo možné o nich shromažďovat informace a porovnávat je. Všeobecně přijímaný globální systém biotopů neexistuje, ale jeho základy položil projekt Physis. Biosféru Země člení na 8 biogeografických oblastí a definuje mnoho rámcových jednotek platných pro celý svět. Základní jednotky ekosystémů (habitatů), jsou vymezeny pouze pro palearktickou, neotropickou a afrotropickou oblast. Na stejných principech je založen český národní systém, který je přizpůsoben potřebám české ochrany přírody.